# 小圣伊莱尔
小圣伊莱尔（法語：Saint-Hilaire-le-Petit，法語發音：[sɛ̃.t‿ilɛʁ lə pəti]）是法国马恩省的一个市镇，属于兰斯区。

## 地理
小圣伊莱尔（49°16'25"N, 4°23'23"E）面积22.76 平方千米，位于法国大東部大區马恩省，该省份为法国东北部内陆省份，北起阿登省，西北接埃纳省，西南接塞纳-马恩省，南至奥布省，东南接上马恩省，东临默兹省。
与小圣伊莱尔接壤的市镇（或旧市镇、城区）包括：贝特尼维尔、蓬法韦热-莫龙维利耶、圣马丹勒勒。

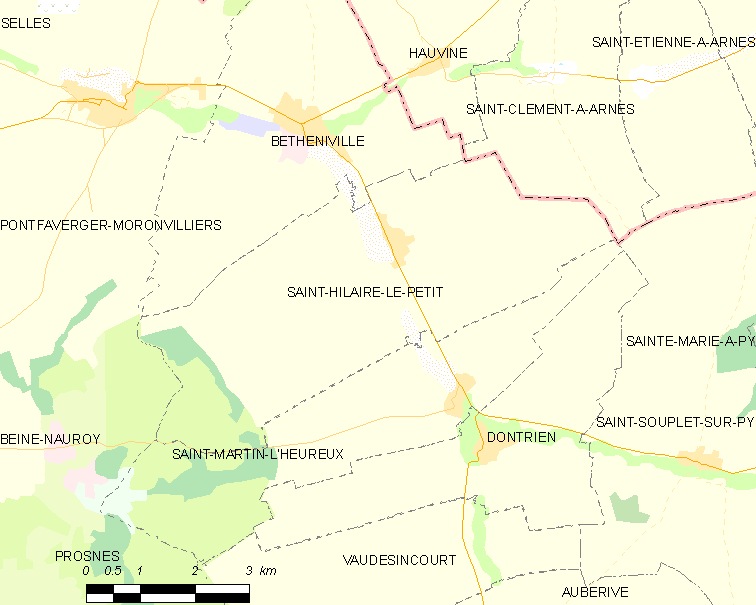
小圣伊莱尔的OSM定位图

小圣伊莱尔的时区为UTC+01:00、UTC+02:00（夏令时）。

## 行政
小圣伊莱尔的邮政编码为51490，INSEE市镇编码为51487。

## 政治
小圣伊莱尔所属的省级选区为穆尔默隆-韦勒-香槟山县。

## 人口

1962-2008年间小圣伊莱尔人口变化图示

小圣伊莱尔于2022年1月1日时的人口数量为353人。